# Hans Christian Fischer
Hans Christian Peder Fischer, född 29 september 1920 i Adolf Fredriks församling, död 2 december 2001 i Nacka församling, var en svensk hållfasthetsteoretiker. Han var bror till Inga Fischer-Hjalmars.
Fischer tog examen från Kungliga Tekniska högskolan 1944 och blev teknologie doktor 1960. Han var professor i hållfasthetslära vid Uppsala tekniska högskola 1968–1985.
Fischer invaldes 1975 som ledamot av Ingenjörsvetenskapsakademien. Han är begravd på Nacka norra kyrkogård.